# نیوکیرک، میشیگان
نیوکیرک (به انگلیسی: Newkirk Township) یک منطقهٔ مسکونی در ایالات متحده آمریکا است که در شهرستان لیک، میشیگان واقع شده‌است.
 نیوکیرک ۱۸۸٫۶ کیلومتر مربع مساحت و ۷۱۹ نفر جمعیت دارد و ۲۸۷ متر بالاتر از سطح دریا واقع شده‌است.